# قنبرپلو
قنبرپلو تغییر نام یافته غم‌بر پلو نام یکی از غذاهای شیرازی است و برای تهیه آن به گوشت، نخودچی گل، مغز گردو، کشمش، شیره انگور، رب انار، پیاز، زردچوبه، نمک، برنج و روغن احتیاج است.
نام اصلی این غذا
قنبر پلو گفته شده است. قنبَر پلو یک غذای سنتی معروف در شیراز قدیم است که امروزی‌ها دیگر تمایلی به درست کردنش ندارند.
نام اصلی قنبر پلو صحیح است و دلیل آن هم تیرگی پلو بوده است. (اصطلاح قنبر، غلام سیاه را به ذهن می‌رسانده است) عده ای هم آن را غم‌بر پلو می‌نامند، به این دلیل که در این غذا از شیره انگور و کشمش استفاده می‌شود و به همین دلیل شادی آور است.

## ثبت در سازمان جهانی گردشگری
در تیر ۱۳۹۹ غمبر پلو به کمپین جهانی سلایق غذایی راه یافت.

## روش پخت
گوشت چرخی را به همراه نمک و فلفل سیاه و پیاز و آردنخودچی قلقلی کرده و سرخ می‌کنند. پیاز را سرخ کرده و سپس گردو خرد شده و کشمش را اضافه کرده و دو سه قاشق شیره انگور نیز اضافه می‌شود. برنج را آبکش کرده و موقع دم کردن لابلا، برنج، کوفته قلقلی سرخ شده و مخلوط پیاز و گردو و کشمش و شیره انگور را درون قابلمه ریخته و یک ساعت برنج را دم می‌کنند.

## استفاده در آیین‌ها
مردم استان فارس در ماه مبارک رمضان غذاها و حلواهای سنتی متنوعی آماده می‌کنند از ترحلوا گرفته تا شیش‌انداز. غذاها و حلواهای سنتی که در ماه رمضان در فارس تهیه می‌شود بسیار متنوع است که معمول آن رنگینک، ترحلوا، شله‌زرد، کوفته هلو، مرصع‌پلو، شیش‌انداز، قنبرپلو و آش‌های گوناگون است. به‌طور کلی خوراک‌هایی که چاشنی داشته باشند مانند رنگینک، ترحلوا، کوفته هلو، کشمش‌پلو و قنبرپلو در این ماه بیشتر مصرف می‌شوند.
در شیراز و استان فارس، وقتی شخصی فوت می کند در در روز سوم فوت، قنبرپلو طبخ می‌شود.